# Mel Fisher
Mel Fisher (* 21. August 1922 in Hobart, Indiana; † 19. Dezember 1998 in Key West, Florida) war ein US-amerikanischer Schatzsucher und Tauchpionier. 

## Kindheit und Jugend

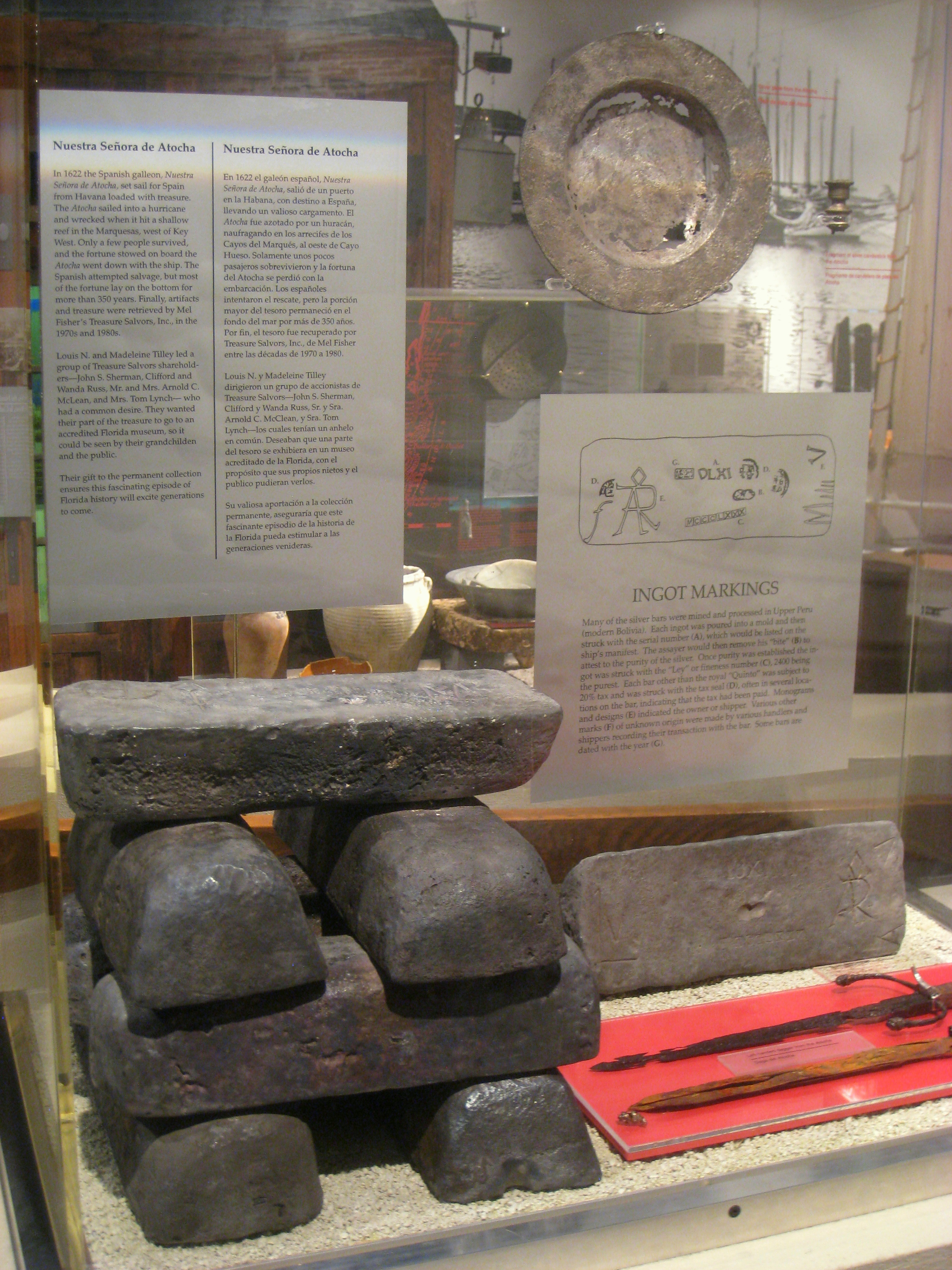
Silberbarren und andere Artefakte aus der Atocha im HistoryMiami Museum

Mel Fisher wurde als Sohn von Earl und Grace Sprencel Fisher geboren. Er wuchs in Hobart und in Glen Park bei Gary auf. Nach der Highschool studierte er Ingenieurwesen an der Purdue University, später wechselte er an die University of Alabama. Während des Zweiten Weltkriegs diente er im United States Army Corps of Engineers. Nach Kriegsende lebte er in Chicago, Denver und in Florida, bevor er mit seinen Eltern nach Torrance in Kalifornien zog, wo sie eine Hühnerfarm betrieben. Fisher, der bereits mit elf Jahren begonnen hatte zu tauchen, eröffnete in einem kleinen Gebäude auf der Farm einen kleinen Laden, in dem er Pressluftflaschen befüllte und Tauchzubehör verkaufte. Dieses kleine Geschäft gilt weltweit als eines der ersten Geschäfte für Tauchzubehör.
1953 lernte er Dolores Horton kennen, die er schließlich heiratete. Zusammen eröffneten sie Mel’s Aqua Shop in Redondo Beach. Als Tauchpionier unterrichtete Fisher zahllose Schüler und machte schon früh Unterwasserfotografien und -filme für Werbung und Ausbildung, als Unterwasserfilmer wirkte er in den 1950er Jahren auch bei Spielfilmen mit. Seine Frau stellte mit 55 Stunden und 37 Minuten einen Langzeittauchrekord für Frauen auf, der viele Jahre Bestand hatte.

## Schatzsuche vor Ostflorida
Zusammen mit anderen Tauchern entdeckten die Fishers mehrere Wracks vor der kalifornischen Küste und ebenso in der Karibik. Auf der Rückreise traf Mel Fisher 1962 in Florida den Schatzsucher Kip Wagner, der bereits die ersten Schätze einer 1715 gesunkenen spanischen Silberflotte geborgen hatte. Da Wagner nur wenig Ausrüstung für die Unterwasserschatzsuche hatte, gründeten sie eine gemeinsame Schatzsucherfirma. Zusammen mit sieben anderen Tauchern wollten sie an der Ostküste Floridas ein Jahr nach den Schätzen der gesunkenen Flotte suchen. Nach 360 Tagen, kurz bevor sie die Suche aufgeben wollten, entdeckten sie 1033 Goldmünzen, worauf sie die Suche in den kommenden Jahren fortsetzten. Fisher und Wagner erhielten eine staatliche Bergungsgenehmigung. Archäologen sollten die Arbeit der Schatzsucher überwachen, und 25 % der geborgenen Schätze mussten sie an den Staat abtreten. Fisher und Wagner konnten in den 1960er Jahren Schätze im Wert von über 20 Mio. US-Dollar bergen. Der staatliche Anteil ging an den Florida State Museum Service, der sie zwischen dem Florida Museum of History in Tallahassee und lokalen Museen aufteilte. Nach mehreren Jahren Schatzsuche an der Ostküste Floridas, wo in den Wintermonaten die Unterwassersuche oft nicht möglich war, verlegte Fisher seinen Wohnsitz ganz nach Florida und begann ab 1969 nach dem Wrack der Galeone Atocha zu suchen, die 1622 mit 40 t Gold und Silber an Bord vor den Florida Keys gesunken war.

## Die Entdeckung der Atocha
Nach langen Verhandlungen und Streitigkeiten mit dem Staat Florida und mit der US-Regierung erhielt Fisher das Recht, alle seine Funde aus der Suche nach der Atocha alleine behalten zu dürfen. Die lange Suche wurde durch Geldmangel und Tauchunfälle weiter erschwert. 1972 fanden Fishers Taucher 35 Meilen westlich von Key West das Wrack eines Segelschiffs. Nachdem sie feststellten, dass es nicht die gesuchte Atocha war, blieb der Fundort die nächsten Jahre weiter unbeachtet. Erst 1983 untersuchten Unterwasserarchäologen unter David Moore erneut das Wrack und entdeckten, dass es das Wrack der 1701 gesunkenen Henrietta Marie ist, damit ist es das älteste bislang gefundene Sklavenschiff. 1980 fand Fisher zunächst das Wrack der 1622 gesunkenen Santa Margarita, aus der er Schätze im Wert von 20 Millionen US-Dollar bergen konnte. Am 20. Juli 1985 entdeckten zwei seiner Taucher endlich das Wrack der Atocha, aus dem Fisher den bis dahin größten bekannten Schatz mit einem Wert von etwa 400 Millionen US-Dollar aus dem Meer bergen konnte.

## Präsentation der Schätze
Der Großteil der gefundenen Schätze wurde zwischen Fisher und seinen Investoren aufgeteilt, doch einen Teil stiftete Fisher Museen. Bereits 1967 hatte Fisher einen Nachbau einer spanischen Galeone erworben, den er als schwimmendes Museum nutzte. Das Schiff sank jedoch 1987. Daraufhin erwarb er ein Gebäude der ehemaligen Key West Naval Station, das er zum Sitz der 1982 gegründeten Mel Fisher Maritime Heritage Society umbaute. Das Gebäude beherbergt neben einem Museum, das einen Teil der von ihm gefundenen Schätze zeigt, auch Schulungsräume und Restaurationswerkstätten, in denen die Funde aus den Schatzschiffen aufbereitet werden. 1992 eröffnete schließlich in Sebastian das Mel Fisher Center, das vor allem eine Ausstellung mit den Funden von der 1715 gesunkenen Silberflotte zeigt. Mel Fishers Leben wurde 1986 in dem Film Schatzsuche in den Tiefen des Atlantiks (Originaltitel: Dreams of Gold: The Mel Fisher Story) von James Goldstone als Fernsehfilm produziert.

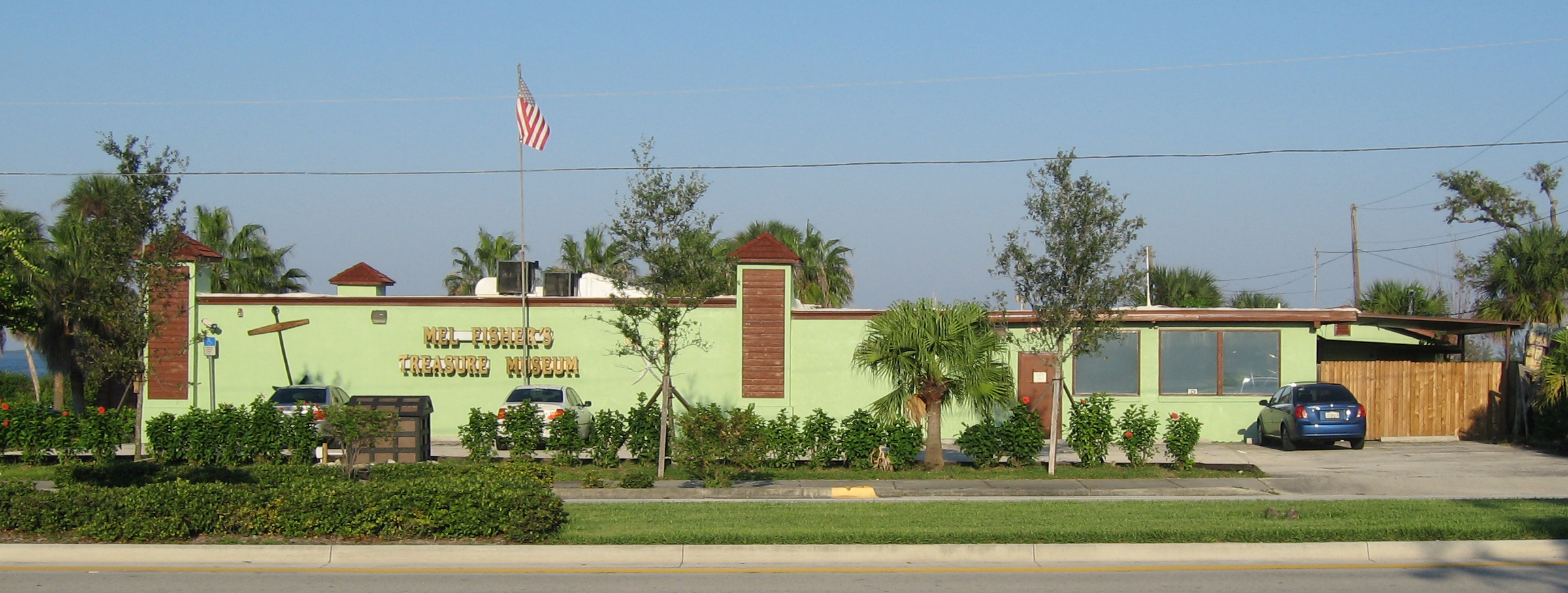
Das Mel Fisher Center in Sebastian

## Familie
Mit seiner Frau hatte Fisher fünf Kinder. Sein Sohn Dirk ertrank zusammen mit dessen Frau Angel und einem weiteren Taucher 1975 bei der Schatzsuche. Nach dem Tod Fishers und seiner Frau Dolores (2009) führen sein Sohn Kim und seine Tochter Taffi die Schatzsucherfirma fort.

## Kritik
Erst seit den 1980er Jahren hatte Fisher den Archäologen Duncan Matthewson III beauftragt, die Funde der Schatzsuche zu dokumentieren, der nach Möglichkeit versuchte, historische Relikte zu sichern. Für Fisher hatte dabei die Schatzsuche immer Vorrang. Kritiker werfen deshalb Fisher und anderen Schatzsuchern vor, dass sie die Wracks nur nach Wertgegenständen durchsuchten und nur wenig Rücksicht auf die historische Bedeutung der Funde nahmen. Nach dem Fund der Atocha führte Fisher jahrelange Prozesse gegen den Staat, um staatliche Eingriffe in die Arbeit der Schatzsucher zu verhindern oder wenigstens zu beschränken. Dennoch vergibt Florida seit 1984 keine neuen Bergungslizenzen. Auch auf die empfindliche Meeresflora nahmen die Schatzsucher wenig Rücksicht. 1997 wurde Fishers Schatzsucherfirma Salvors Inc. von einem Bundesgericht wegen Zerstörung von Seegraswiesen im Florida Keys National Marine Sanctuary zu einer Geldstrafe in Höhe von 589.311 US-Dollar verurteilt.